# جوانا روس (ممثلة)
جوانا روس (بالإنجليزية: Joanna Roos)‏ هي ممثلة أمريكية، ولدت في 11 يناير 1901 في بروكلين في الولايات المتحدة، وتوفيت في 13 مايو 1989 في برينستون في الولايات المتحدة.

## أعمال

### أفلام
- روعة بين العشب

## وصلات خارجية
- جوانا روس (ممثلة) على موقع IMDb (الإنجليزية)
- جوانا روس (ممثلة) على موقع قاعدة بيانات برودواي على الإنترنت (الإنجليزية)
- جوانا روس (ممثلة) على موقع قاعدة بيانات الفيلم (الإنجليزية)